# تثبت (صناعة الدواء)
عملية التثبت والتحقق  من كفائة عمليات التصنيع والمراقبة للعمليات الإدارية والفنية المختلفة في مجال تصنيع الأدوية والأجهزة الطبية والتصنيع اعتمادا على الدم والأنسجة والتجارب السريرية. فهي تستخدم كاحدي حلقات تطبيق نظام تحليل المخاطر ونقاط التحكم الحرجة ومتطلبات شهادت الجودة الدولية مثل الايزو (ISO 22000) وخلافه
وهي في حد ذاتها عبارة عن تقديم دليل مادي واضح علي ان النظام الموضوع يتم تنفيذه بكفائة ويعطي النتائج المطلوبة منه
ويمكن تطبيق النهج العام للتثبت من عملية التوزيع من خلال بناء المزيد والمزيد من شهادات التأهيل والاعتماد على قمة كل واحدٍ منها بهدف الوصول إلى حالةٍ فاعلةٍ تم التيقن والتثبت منها. ويتم هذا من خلال إجراء اعتمادٍ وتأهيلٍ عنصريٍ للعناصر المكونة لعملية التعبئة والتغليف. ثم إجراء اعتمادٍ وتأهيلٍ تشغيلي (أثناء العملية) يقوم بإدارة أداءات العملية على الأطراف العملية. أما المرحلة الأخيرة تتمثل في إجراء اعتمادٍ للأداء والذي يوضح أن ما يجري في العالم الواقعي هو ما تتضمنه حدود ما يتم إدارته ضمن حدود التأهيل التشغيلي.
التحقق (بالإنجليزية: validation)‏ هو عملية توثيق لإثبات أن هذه العملية أو الإجراء أو النشاط سوف يؤدي دائما إلى تحقيق النتائج المتوقعة. وغالبا ما يتضمن تأهيل النظم والمعدات. بل هو شرط ل  (good manufacturing practices GMP) والاشتراطات التنظيمية الأخرى.